# Copestylum longirostre
Copestylum longirostre är en tvåvingeart som först beskrevs av Macquart 1846.  Copestylum longirostre ingår i släktet Copestylum och familjen blomflugor. Inga underarter finns listade i Catalogue of Life.